# The Matrix Revolutions
The Matrix Revolutions är en amerikansk science fiction-actionfilm som hade biopremiär i USA den 5 november 2003 i regi av Lilly Wachowski och Lana Wachowski, med Keanu Reeves, Laurence Fishburne, Carrie-Anne Moss och Hugo Weaving i rollerna. Filmen är uppföljare till The Matrix (1999) och The Matrix Reloaded (2003) samt den tredje i Matrixserien.

## Handling
Neo (Keanu Reeves) har förlorat sin kraft så han stannar i maskinvärlden för att rädda Zion. Agent Smith planerar att förinta både människor och maskiner. Neo sluter ett avtal med maskinerna; om han kan stoppa Smith skall människorna och maskinerna lägga ner sina vapen och leva i harmoni med varandra.

## Om filmen
- Filmens ledmotiv "Neodämmerung" är en vink till Richard Wagner och betyder "Neos skymning" - en referens till Ragnarök.
- Filmen hade Sverigepremiär onsdagen den 5 november 2003.[2]

## Rollista
- Keanu Reeves -  Neo
- Laurence Fishburne -  Morpheus
- Carrie-Anne Moss -  Trinity
- Hugo Weaving -  Agent Smith
- Jada Pinkett Smith -  Niobe
- Mary Alice -  Oraklet
- Nona M. Gaye -  Zee
- Tanveer Atwal -  Sati
- Ian Bliss -  Bane
- Harold Perrineau Jr. -  Link
- Nathaniel Lees -  Mifune
- Harry J. Lennix -  Lock
- Sing Ngai -  Seraph
- Lambert Wilson -  Merovingen
- Helmut Bakaitis -  Arkitekten
- Francine Bell -  Councillor Grace
- Monica Bellucci -  Persephone
- Bruce Spence - Konduktören
- Essie Davis - Maggie/sjukvårdaren

### Fotnoter
1. ↑  ”The Matrix Revolutions”. Svensk filmdatabas. 15 november 2003. http://www.sfi.se/sv/svensk-filmdatabas/Item/?type=MOVIE&itemid=56720. Läst 1 oktober 2016.
2. ↑  ”The Matrix Revolutions” (på engelska). Box Office Mojo. 5 november 2003. http://www.boxofficemojo.com/movies/?id=matrixrevolutions.htm. Läst 1 oktober 2016.